# Südende
Südende est un ancien quartier résidentiel (en allemand : Villenkolonie) situé à l'extrémité sud-est du quartier berlinois de Steglitz, dans l'arrondissement de Steglitz-Zehlendorf.

## Géographie

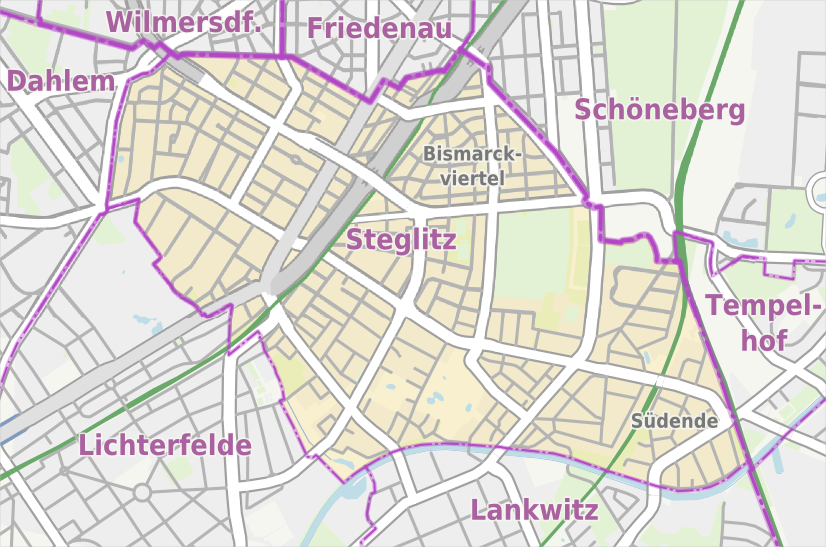
Situation de Südende au sein de Steglitz.

Südende se trouve proche de la limite de Steglitz et de ses quartiers de Lankwitz au sud et de Tempelhof à l'est. Les limites territoriales sont constituées par le canal de Teltow et la voie ferrée de la ligne Berlin - Dresde. La ligne de Berlin à Halle (Anhalter Bahn) traverse le territoire du quartier.
Le nom de Südende se réfère à la Villenkolonie (de) de Westend, aujourd'hui un quartier de l'arrondissement de Charlottenbourg-Wilmersdorf. Une autre Villenkolonie nommée Nordend se trouve dans l'arrondissement de Pankow.  

## Faits historiques

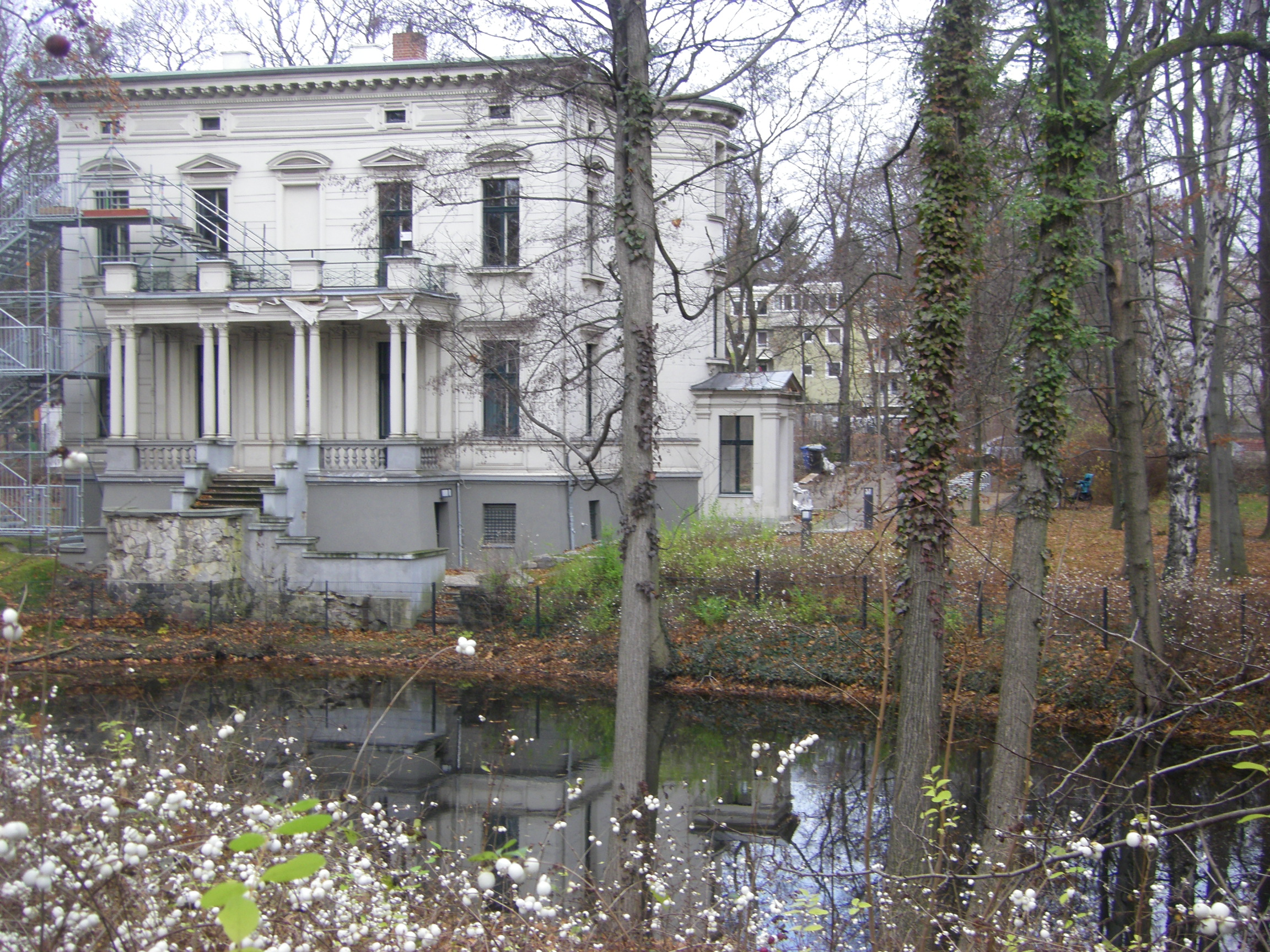
La plus ancienne villa conservée, datant de 1873.

Le domaine faisait originellement partie du territoire communal de Mariendorf au sud-est ; cependant, il n'y avait pas d'habitants jusqu'à la construction de la ligne ferroviaire d'Anhalt en 1841 et l'élévation de la cité de Berlin à la capitale de l'Empire allemand trente ans plus tard. En 1872, une société propriétaire y fut établie commençant l'achat de grandes surfaces de terrain en vue de les revendre en parcelles. L'année suivante, le nom de Südende a été officiellement enregistré. Un certain nombre de villas ont été construites jusqu'à ce que les profits de la société stagnent à la suite du Gründerkrach de 1873.
En 1892, le pionnier allemand de l'aéronautique Otto Lilienthal a effectué dans le quartier, encore peu habité, quelques-uns de ses premiers essais de vol plané sur son engin connu sous l'appellation Südende-Apparat.
Avec l'époque du wilhelminisme, en particulier après le tournant du siècle, l'explosion démographique dans la région de Berlin a eu pour conséquence un développement de bâtiments résidentiels de plusieurs étages. En 1920, Südende fut rattaché au district de Steglitz au sein de Grand Berlin. Un lotissement majeur du moderne classique fut construit vers l'an 1930. Durant la Seconde Guerre mondiale, un nombre important de bâtisses historiques furent détruites la nuit du 23 au 24 août 1943 pendant un bombardement aérien par la Royal Air Force (RAF) au cours de la bataille aérienne de Berlin.

## Résidents célèbres
- le pionnier de l'aviation Ehrenfried Günther von Hünefeld
- la révolutionnaire Rosa Luxemburg
- le compositeur Arnold Schönberg (au 33 Sembritzkistraße, de 1913 à 1915)
- les peintres George Grosz (au 15 Stephanstrasse) et Vassily Kandinsky
- le théologien et écrivain Jochen Klepper
- le combattant-résistant aux nazis Adolf Reichwein
- les architectes Otto Rudolf Salvisberg et Alfred Grenander
- le dessinateur Walter Trier
- le réalisateur Manfred Durniok (de)
- les dirigeants nazis Reinhard Heydrich et Eberhard Wolfgang Möller
- l'officier de la Wehrmacht Claus Schenk von Stauffenberg, figure centrale de la résistance militaire contre le nazisme
- les acteurs et actrices Rolf Zacher, Anita Kupsch ainsi que le couple Jan Josef Liefers et Anna Loos.